# Vilhelm Kettler
Vilhelm Kettler, född 20 juli 1574 i Mitau (nuvarande Jelgava) i Kurland, död 17 augusti 1640 i Kucklow i Pommern, var regerande hertig av Kurland från 1587 till 1617. Han var samregent med sin bror Fredrik Kettler: Vilhelm styrde östra delen av Kurland, medan Fredrik styrde den västra. Vilhelm tvingades abdikera och gå i landsflykt 1617 efter konflikter med den lokala adeln och överlät då hela Kurland åt brodern. Han avled i klostret Kucklow utanför Kammin 1640.
Vilhelm gifte sig 1609 med Sofia av Preussen, dotter till hertig Albrekt Fredrik av Preussen och Maria Eleonora av Kleve. Sofia avled i november 1610, fyra veckor efter födelsen av parets enda son. Sonen, Jakob Kettler, efterträdde 1642 Fredrik Kettler som regerande hertig av Kurland.